# BLC1

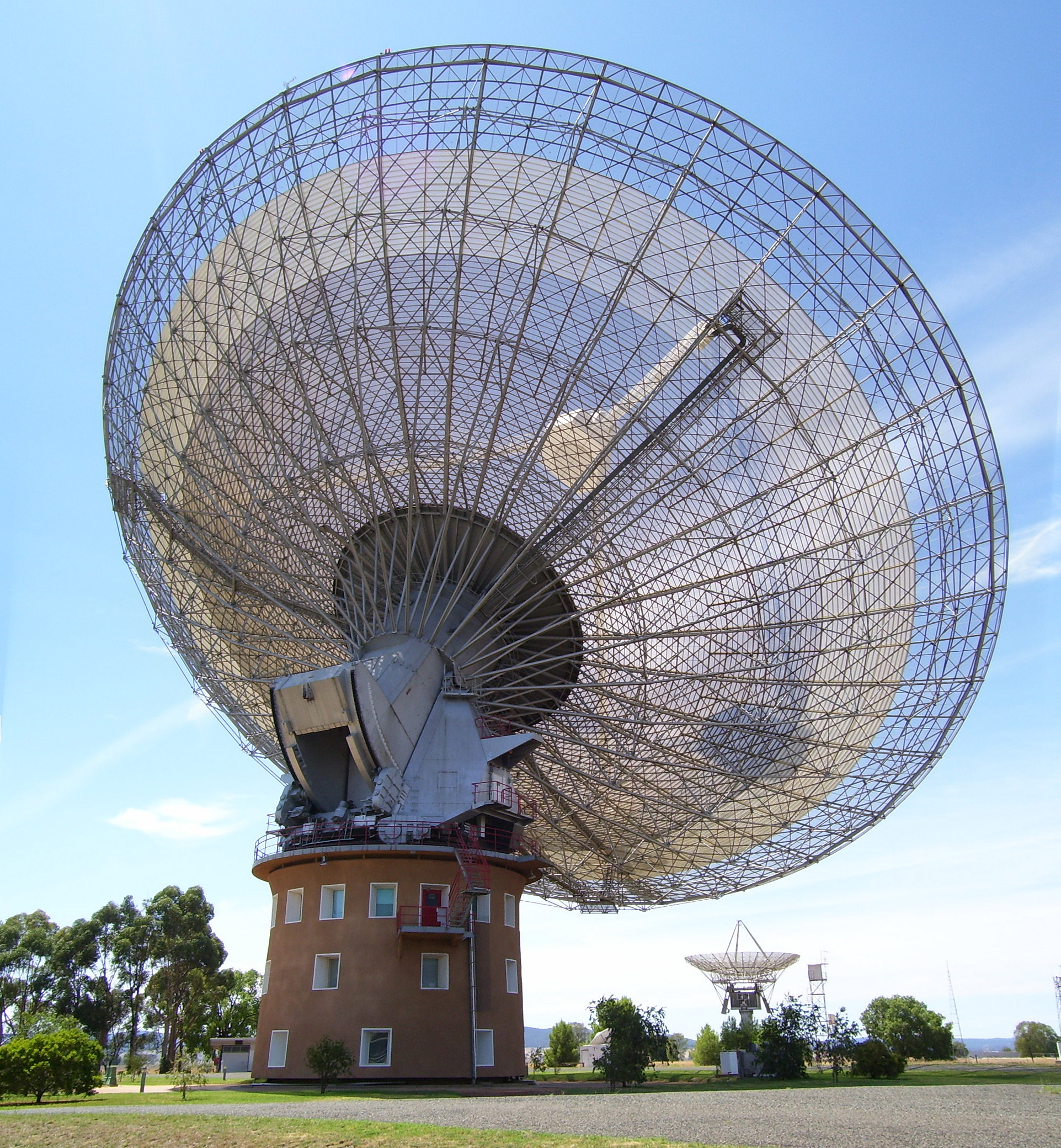
Observatório Parkes que detectou BLC-1

BLC1 ( Breakthrough Listen Candidate 1 ) foi um sinal de rádio SETI candidato detectado e observado durante abril e maio de 2019, e relatado pela primeira vez em 18 de dezembro de 2020, espacialmente coincidente com a direção da estrela mais próxima do Sistema Solar, Proxima Centauri .
Estudos posteriores concluíram ser improvável que o sinal seja originado por uma civilização inteligente.

## Sinal
A mudança aparente em sua frequência, consistente com o efeito Doppler, foi sugerida como inconsistente com o que seria causado pelo movimento de Proxima b, um planeta de Proxima Centauri. O desvio Doppler no sinal foi o oposto do que seria esperado da rotação da Terra, pois observou-se que o sinal aumentava em frequência em vez de diminuir. Embora o sinal tenha sido detectado pelo Radiotelescópio Parkes durante observações de Proxima Centauri, devido ao ângulo do feixe do Radiotelescópio Parkes, o sinal seria descrito com mais precisão como tendo vindo de dentro de um círculo de aproximadamente 16 minutos de arco (aproximadamente 1/4 de grau, metade da largura angular da lua da Terra) em diâmetro angular, contendo Proxima Centauri, então o sinal poderia ter se originado em outro lugar no sistema Alpha Centauri. O sinal tinha uma frequência de 982,002 MHz.
O sinal de rádio foi detectado durante 30 horas de observações conduzidas pelo Breakthrough Listen através do Observatório Parkes na Austrália em abril e maio de 2019. Em dezembro de 2020, as observações de acompanhamento não conseguiram detectar o sinal novamente, uma etapa necessária para confirmar que o sinal era uma tecnoassinatura .

## Origem
Um artigo de outros astrônomos divulgado 10 dias antes da reportagem sobre o BLC1 relata a detecção de "um clarão óptico brilhante e de longa duração, acompanhado por uma série de rajadas de rádio intensas e coerentes" de Proxima Centauri, também em abril e maio de 2019. A descoberta deles não foi colocada em relação direta com o sinal BLC1 por cientistas ou meios de comunicação até janeiro de 2021, mas implica que os planetas ao redor de Proxima Centauri e outras anãs vermelhas são inabitáveis para humanos e outros organismos atualmente conhecidos.
Em fevereiro de 2021, um novo estudo propôs que, como a probabilidade de uma civilização transmissora de rádio emergir no vizinho estelar mais próximo do Sol foi calculada em aproximadamente 10 −8, o princípio copernicano tornou muito improvável que BLC1 fosse um sinal de rádio tecnológico do Sistema Alpha Centauri.
Em 25 de outubro de 2021, pesquisadores publicaram dois estudos concluindo que é improvável que o sinal seja uma tecnoassinatura devido à sua semelhança com interferências terrestres detectadas anteriormente.